# Catostomus macrocheilus
Espèce
Statut de conservation UICN

 LC  : Préoccupation mineure
Le Meunier à grandes écailles, Catostomus macrocheilus, est un poisson d'eau douce qui peuple l'ouest de l'Amérique du Nord, de la Peace River(Colombie-Britannique, Canada) à la Smokey River (Alberta, Canada), de la Nass River Colombie-Britannique, Canada) à la Snake River (Idaho, États-Unis), dans la Coquille River (Oregon, États-Unis) et au Nevada.